# Ranunculus hydrocharoides
Ranunculus hydrocharoides là một loài thực vật có hoa trong họ Mao lương. Loài này được A. Gray miêu tả khoa học đầu tiên năm 1854.